# Nguyễn Phúc Hồng Tố
Nguyễn Phúc Hồng Tố (chữ Hán: 阮福洪傃; 25 tháng 10 năm 1834 – 18 tháng 9 năm 1922), tước phong Hoằng Trị vương (弘治王), là một hoàng tử con vua Thiệu Trị nhà Nguyễn trong lịch sử Việt Nam.

## Tiểu sử
Hoàng tử Hồng Tố sinh ngày 23 tháng 9 (âm lịch) năm Giáp Ngọ (1834), là con trai thứ sáu của vua Thiệu Trị, mẹ là Thất giai Quý nhân Ngô Thị Xuân. Khi còn là hoàng tử, ông là người có học hạnh.
Năm Thiệu Trị thứ 6 (1846), tháng giêng, vua cho triệu các hoàng tử và hoàng đệ 10 người chưa được phong tước vào làm thơ ở điện Đông Các. Bảy người trong số đó là các hoàng tử Hồng Tố, Hồng Phó, Hồng Y, Hồng Hưu và các hoàng đệ Miên Tằng, Miên Kiền, Miên Lâm đều trúng cách. Tháng 3 (âm lịch) năm đó, vua phong tước ban thưởng cho cả 7 hoàng thân được trúng cách, hoàng tử Hồng Tố được phong làm Hoằng Trị Quận công (弘治郡公).
Năm Tự Đức thứ 3 (1850), thầy học của các hoàng thân là Võ Xuân Cẩn, đồng thời là cha vợ của vua, dâng sớ nói: "Các hoàng thân phần nhiều chỉ thích chơi đùa, không đến nghe giảng". Vua sai phủ Tôn Nhân xét duyệt thì 4 hoàng thân là Miên Sạ (hoàng tử thứ 49 của Minh Mạng), Hồng Y (hoàng tử thứ tư của Thiệu Trị), Hồng Tố và Hồng Truyền (hoàng tử thứ 12 của Thiệu Trị) đều chỉ đến nghe giảng có 4 ngày, nên bị phạt lương 3 tháng. Một số hoàng thân khác cũng bị phạt lương vì việc này.
Năm Tự Đức thứ 31 (1878), vua anh gia phong cho ông làm Nghi Quốc công (宜國公).
Năm Thành Thái thứ 3 (1891), tháng chạp, vua ra chỉ thăng cho quốc công Hồng Tố làm Hoằng Trị công (弘治公), cùng với quốc công Hồng Kiện làm An Phúc công (安福公).
Năm Thành Thái thứ 8 (1896), vua cho Hoằng Trị công giữ chức Hữu tôn khanh Phủ Tôn nhân. Năm thứ 9 (1897), tháng 6 (âm lịch), ông được tấn phong làm Hoằng Trị Quận vương (弘治郡王).
Quốc công Hồng Tố mất ngày 27 tháng 7 (âm lịch) năm Nhâm Tuất (1922) dưới thời vua Khải Định, hưởng thọ 89 tuổi, được truy phong làm Hoằng Trị vương (弘治王). Ông là hoàng tử sống thọ nhất trong số những vị hoàng tử con vua Thiệu Trị. Mộ của ông được táng ở làng Dương Xuân, (thuộc Hương Thủy, tỉnh Thừa Thiên), phủ thờ dựng ở Phú Cát.
Hoằng Trị vương có tất cả 4 người con trai và 10 người con gái. Ông được ban cho bộ chữ Võng (网) để đặt tên cho các con cháu trong phòng. Công tử Ưng Thự (1859 – ?), con trai trưởng của ông với người vợ thứ là Trương Phúc Thị Đào, tập phong làm Hoằng Trị Quận công năm 1910. Thứ thất Trương Phúc thị là con gái của viên quan tên Trương Phúc Phú, nguyên quán ở Thanh Hóa.